# Eleven Arrows Football Club
El Eleven Arrows, también conocido como Arrows, es un equipo de fútbol de Namibia que milita en la Premier League de Namibia, la liga de fútbol más importante del país.

## Historia
Fue fundado en el año 1961 en la ciudad de Walvis Bay y cuenta con un título de liga y 1 título de copa.
A nivel internacional ha participado en 1 sola ocasión, en la Copa Africana de Clubes Campeones de 1992, en la que fue eliminado en la Ronda Preliminar.

## Palmarés
- Premier League de Namibia: 1

1991
- NFA-Cup: 1

2011
- - Subcampeón: 1

2009

## Participación en competiciones de la CAF
| Temporada | Torneo                            | Ronda      | Club           | Casa | Visita | Global |
| --------- | --------------------------------- | ---------- | -------------- | ---- | ------ | ------ |
| 1992      | Copa Africana de Clubes Campeones | Preliminar | Arsenal Maseru | 0-1  | 0-3    | 0-4    |

## Jugadores

### Jugadores destacados
- Rudolf Bester
- Chris Katjiukua
- Eliphas Shivute